# Accord de quatre notes

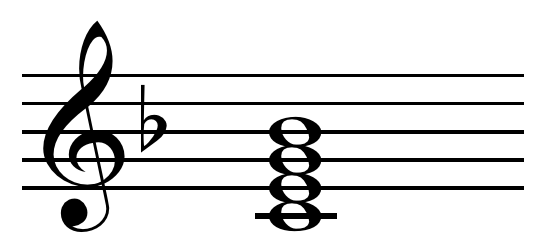
Exemple d'accord de quatre notes

En harmonie tonale, un accord de quatre notes ou accord de septième ou accord de quatre sons, encore appelé tétrade, se construit en superposant un accord de trois notes et une tierce. Sa quatrième note forme une septième avec la basse fondamentale.
Mis à part l'accord de quinte diminuée du IIe degré du mode mineur, les accords de trois notes sont des accords consonants. La septième d'un accord de quatre notes formant une dissonance avec sa fondamentale, la présente classe d'accords nous fait entrer dans le domaine de « l'harmonie dissonante ».

## Classement
Les accords de quatre notes sont classés en deux grands groupes :
- Les accords de septième de dominante, eux-mêmes divisés en deux types :
  - l'accord de septième de dominante avec fondamentale,
  - l'accord de septième de dominante sans fondamentale.
- Les accords de septième d'espèce qui regroupe tous ceux qui ont une morphologie différente de l'accord de septième de dominante[2].

Un accord de quatre notes étant constitué des trois notes d'un accord de trois notes — fondamentale, tierce et quinte — plus une septième — cette dernière pouvant être majeure, mineure, ou diminuée —, on dénombre sept espèces d'accord de quatre notes.

### Accord de septième de dominante
L'accord de septième de dominante est formé d'un accord parfait majeur plus une septième mineure. Placée sur le cinquième degré, c'est l'espèce la plus employée. 
Exemple : Mi, Sol#, Si, Ré
En plus de l'accord de quatre sons (septième de dominante avec fondamentale), il existe aussi sous forme d'accord de trois sons (septième de dominante sans fondamentale), selon que la dominante est présente ou non dans son accord, parce que la septième de dominante et la septième de dominante sans fondamentale, quoique jouant le même rôle harmonique et tonal, n'ont ni le même chiffrage, ni le même mode de réalisation et d'enchaînement.

### Accord de septième mineure
L'accord de septième mineure est formé d'un accord parfait mineur plus une septième mineure.
Exemple : Mi, Sol, Si, Ré.

### Accord de septième mineure et quinte diminuée
L'accord de septième mineure et quinte diminuée (appelé septième de sensible quand il est placé sur le septième degré du mode majeur) est formé d'un accord de quinte diminuée plus une septième mineure.
Exemple : Mi, Sol, Si♭, Ré.

### Accord de septième majeure
L'accord de septième majeure est formé d'un accord parfait majeur plus une septième majeure. Classé dans la catégorie des accords de septième d'espèces, il est généralement appelé accord de septième de quatrième espèce ; mais parfois il est appelé accord de septième de cinquième espèce.
Exemple : Mi, Sol#, Si, Ré#.

### Accord de septième diminuée
L'accord de septième diminuée est formé d'un accord de quinte diminuée plus une septième diminuée.
Exemple : Mi, Sol, Si♭, Ré♭.

### Accord de septième majeure et parfait mineur
L'accord de septième majeure et parfait mineur est formé d'un accord parfait mineur plus une septième majeure.
Exemple : Mi, Sol, Si, Ré#.

### Accord de septième majeure et quinte augmentée
L'accord de septième majeure et quinte augmentée est formé d'un accord de quinte augmentée plus une septième majeure.
Exemple : Mi, Sol#, Si#, Ré#.

## Accords de septième des sept degrés des deux modes
- La gamme majeure contient quatre espèces d'accord de septième :

1. l'accord de septième de dominante : sur le Ve degré ;
2. l'accord de septième mineure : sur les IIe, IIIe et VIe degrés ;
3. l'accord de septième mineure et quinte diminuée (septième de sensible) : sur le VIIe degré ;
4. l'accord de septième majeure : sur les Ier et IVe degrés.
- La gamme mineure harmonique contient sept espèces d'accord de septième :

1. l'accord de septième de dominante : sur le Ve degré ;
2. l'accord de septième mineure : sur le IVe degré ;
3. l'accord de septième mineure et quinte diminuée : sur le IIe degré ;
4. l'accord de septième majeure : sur le VIe degré ;
5. l'accord de septième diminuée : sur le VIIe degré ;
6. l'accord de septième majeure et parfait mineur : sur le Ier degré ;
7. l'accord de septième majeure et quinte augmentée : sur le IIIe degré.
- Exemples, en do majeur et do mineur :

Le VIIe degré des deux modes étant comme nous savons un mauvais degré — la sensible ne pouvant être fondamentale d'un accord, mis à part dans le cas particulier des marches —, l'accord de quatre notes formé sur celui-ci doit être considéré comme un accord de dominante sans fondamentale et fait donc parties des accords de cinq notes.
Dans un accord de septième — ou de neuvième — de dominante, la septième et la tierce — c'est-à-dire la sensible — sont deux notes attractives séparées par une quinte diminuée. Cet intervalle harmonique, pierre angulaire de l'harmonie tonale, détermine ces deux notes, de telle façon que leur seule présence dans un accord suffit à faire identifier celui-ci comme un accord de dominante. En conséquence, dans un tel accord, la fondamentale — c'est-à-dire la dominante elle-même — est moins indispensable que ces deux degrés caractéristiques. C'est pour cette raison qu'on supprime fréquemment la fondamentale d'un accord de septième — ou de neuvième — de dominante. C'est pour cette raison également, qu'un accord placé sur le VIIe degré est inévitablement ressenti comme un accord de dominante privé de sa fondamentale.

## Emploi des accords de quatre notes
Un accord de quatre notes, quelle que soit son espèce, fait son enchaînement ordinaire sur l'accord dont la fondamentale est située à la quinte inférieure. Tous les autres enchaînements sont des enchaînements exceptionnels.
Tout accord de quatre notes, contient deux quintes harmoniques : l'une située entre la fondamentale et la quinte — à l'instar d'un accord de trois notes —, l'autre, entre la tierce et la septième. Il conviendra de ne pas oublier cette particularité au moment de vérifier s'il n'y a pas de quintes consécutives.

### Préparation
La septième d'un accord de quatre notes doit être en principe préparée par mouvement oblique, donc, en faisant entendre l'un de ses deux pôles dans l'accord précédent.

### Résolution
La résolution régulière de la septième s'effectue par mouvement contraire et conjoint : celle-ci descend conjointement pendant que la fondamentale progresse par mouvement contraire. Si la septième, soit reste en place — par unisson juste ou par enharmonie —, soit monte, d'un demi-ton ou d'un ton, on a alors affaire à une résolution irrégulière.
Il convient de bien noter que lorsque la sensible est la septième d'un accord — accord du Ier degré, donc —, celle-ci doit faire sa résolution régulière sur le degré inférieur, et non pas sur le degré supérieur, en d'autres termes, la fonction de septième — et l'obligation de résolution qui en découle — a la priorité sur la fonction de sensible. D'ailleurs, le VIIe degré doit véritablement être considéré comme une sensible que lorsqu'il est tierce d'un accord de dominante.
En principe, l'intervalle de septième ne doit pas se transformer en octave juste par mouvement oblique. Cette transformation en octave juste n'est admise que si la septième appartient à un accord de passage dont la fondamentale peut être analysée comme une note de passage ou une broderie, donc, précédée et suivie d'un mouvement conjoint.

### Doublure
La doublure de la septième est admise si cette septième appartient à un accord de passage dont la fondamentale peut être analysée comme une note de passage ou une broderie, donc, précédée et suivie d'un mouvement conjoint.

### Remarques
- Lorsqu'un accord de septième a une quarte juste sur sa basse — c'est le cas des 2e et 3e renversements —, si celle-ci n'est pas strictement préparée par mouvement oblique, elle doit être introduite par mouvement contraire et conjoint au moins dans une partie. En cas d'enchaînement ordinaire, la résolution naturelle de la quarte se fait de la manière suivante : la quarte reste en place, la basse monte ou mieux, descend, conjointement. De tels accords peuvent être employés indifféremment sur temps forts ou faibles.

- La double syncope est possible si le temps fort est occupé par le deuxième renversement d'un accord de quatre notes.

- Lorsque la tierce d'un accord de trois notes est placée au-dessous de la septième, cette tierce ne doit pas descendre conjointement, sous peine de provoquer des quintes consécutives à cause du mouvement obligé de la septième.